# Eurosieroctwo
 Eurosieroctwo  – szczególna forma sieroctwa będąca skutkiem migracji jednego lub obojga rodziców, w wyniku której dzieci pozostają najczęściej pod opieką drugiego współmałżonka, dziadków, dalszej rodziny, a nawet same. Najczęściej migracje rodzicielskie są raczej krótkotrwałe, mają charakter sezonowy lub sporadyczny, tzn. jeden wyjazd dwumiesięczny w przeciągu 3 lat. Zdarzają się jednak sytuacje, wymuszone głównie bezrobociem w niektórych rejonach kraju, które warunkują praktycznie stałą migrację jednego lub obojga małżonków. Jednym z efektów tych działań migracyjnych Polaków okazuje się poważne zachwianie struktury społecznej rodziny. Ogólnie eurosieroctwem określa się sytuację która dotyczy dzieci z rodzin, w których rodzic lub rodzice okresowo zamieszkują za granicą w celach zarobkowych dla polepszenia sytuacji ekonomicznej rodziny.

## Migracje w Polsce
Polska pozostaje krajem, w którym od wielu dziesięcioleci ludzie podejmują decyzje o wyjeździe za granicę. Powody emigracji Polaków historycznie były różne (głównie polityczne, społeczne bądź ekonomiczne). We współczesnych czasach (począwszy od upadku PRL w 1989 roku) głównym powodem emigracji są cele zarobkowe i bezrobocie, który skłania coraz większą liczbę obywateli w wieku produkcyjnym do masowych migracji zarobkowych. Fala migracji zarobkowej osiągnęła szczyt po uzyskaniu w 2004 roku przez Polskę członkostwa w Unii Europejskiej. Wówczas wśród znacznej grupy polskich obywateli poszukujących pracy pojawiła się możliwość legalnego uzyskania zatrudnienia w krajach członkowskich. Sposób na łatwy i dość wysoki w porównaniu z polskim wynagrodzeniem zarobek spowodował gwałtowny odpływ siły roboczej do krajów takich jak Wielka Brytania, Irlandia czy Niemcy.

## Sprzeczności w definiowaniu problemu eurosieroctwa
Choć wizerunek eurosieroty kojarzy się głównie z rodziną monoparentalną rodzina migracyjna nie jest rodziną rozbitą, chyba żeby brać pod uwagę związki w separacji. Różnica między dzieckiem z rodziny rozbitej a tzw. eurosierotą jest dość mocno widoczna: 
„W przypadku decyzji migracyjnej nie powinien wystąpić traumatyzujący efekt odrzucenia, widoczny np. po rozwodzie. Rozłąka zazwyczaj nie ma charakteru permanentnego i nie wyklucza kontaktu rodzica-migranta z dzieckiem. Bardziej właściwe wydaje się, zatem rozważanie konsekwencji w kontekście badań nad rodzinami rozłączonymi z powodu specyfiki zawodu rodzica, tak jak np. w analizie rodzin marynarskich”
Jeszcze inaczej eurosieroctwo można rozpatrywać na tle pojęcia sieroctwa migracyjnego. Zagadnienie to funkcjonuje w pedagogice jako przekazanie dziecka pod opiekę rodziny zastępczej, gdy występuje niewydolność wychowawcza wskutek migracji obojga rodziców. Jest to przykład sieroctwa społecznego, który można definiować jako rodzaj eurosieroctwa.
Ministerstwo Edukacji Narodowej przyjmuje następującą definicję euro sieroctwa:
„Przez pojęcie tzw. eurosieroctwa należy rozumieć sytuację, w której emigracja zarobkowa rodziców/rodzica powoduje burzenie podstawowych funkcji rodziny, takich jak zapewnienie ciągłości procesu socjalizacji, wsparcia emocjonalnego dziecka i transmisji kulturowej. Takie rozumienie eurosieroctwa oznacza, że nie każde dziecko, którego rodzice lub rodzic wyjechał do pracy za granicą, powinno być traktowane jako eurosierota”. Istnieją argumenty przeciwko określaniu dzieci z rodzin wielodzietnych eurosierotami. Chodzi głównie o fakt, iż migracja nie stanowi od razu zaburzenia więzi pomiędzy dzieckiem a rodzicem przebywającym na emigracji. Poza tym zwykle drugie z rodziców sprawuje wówczas opiekę nad dziećmi. „Formalnie rzecz biorąc, o sieroctwie możemy mówić wtedy, kiedy dziecko jest przekazane pod opiekę rodziny zastępczej lub placówki opiekuńczo-wychowawczej. Ministerstwo Pracy i Polityki Społecznej podaje, że liczba umieszczeń dzieci w pieczy zastępczej z powodu wyjazdu rodziców w 2007 roku wyniosła 1299, z czego 1014 zostało przekazanych rodzinom zastępczym, pozostałe 285 placówkom. Wynika z tego, że prasowe doniesienia o grubo ponad stu tysiącach „euro-sierot” są ogromną przesadą”.

## Stygmatyzacja migrantów jako konsekwencja funkcjonowania pojęcia eurosieroctwa
Konsekwencje naznaczenia dzieci z rodzin migracyjnych mianem eurosierot mogą być dotkliwe dla rodziny. W przypadku rodzin migracyjnych, które decydują się na migrację zarobkową, motywem przewodnim pozostaje dążenie do poprawienia warunków bytowych dzieciom, czy nawet zapewnienie niezbędnego minimum finansowego rodzinie. Stygmatyzacja rodziny w kierunku wizerunku rodzica migranta, wyjeżdżającego w celach zarobkowych może doprowadzić do sytuacji, gdzie nikt z owej rodziny nie poinformuje o zaistniałej sytuacji szkoły czy innych instytucji, co może znacznie utrudnić wsparcie i pomoc dziecku podczas nieobecności jednego z rodziców.

## Charakterystyka migracji rodzicielskich

### Typy rodzin migracyjnych
Ze względu na czas nieobecności rodziców wyróżnia się: 
1. Okresowe rodziny migracyjne, – w których rodzice migrują do innych krajów na krótkie okresy, od dwóch miesięcy do jednego roku.
2. Długotrwałe rodziny migracyjne – okres nieobecności rodzica od jednego roku do kilkunastu lat.

Wraz z rozprzestrzenianiem się kreowanego przez mass-media problemu eurosieroctwa, pojawiły się różne jego rodzaje. Typologia eurosieroctwa jest ściśle związana z liczbą członków rodziny. Ze względu na nieobecność poszczególnych członków rodziny wyróżnia się:
- rodziny migracyjne z powodu wyjazdu ojców za granicę,
- rodziny migracyjne z powodu wyjazdu matek za granicę,
- rodziny migracyjne z powodu wyjazdu obojga rodziców.

### Typy rodzin migracyjnych ze względu na wyjazd obojga rodziców
Należy również uwzględnić rodziny rozłączone z powodu wyjazdu obojga rodziców. W tej grupie sklasyfikować można następujące typy rodzin:
1. Oboje rodziców razem przebywają za granicą w tym samym czasie. i miejscu.
2. Oboje rodziców przebywają za granicą w tym samym czasie, ale w różnych miejscach,
3. Jedno z małżonków długotrwale przebywa za granicą, a drugie dojeżdża wahadłowo.
4. Jedno z małżonków pracuje za granicą przez określony czas, następnie wraca, a wyjeżdża drugie.

### Czas trwania wyjazdu ze względu na płeć rodzica
Większość wśród rodziców decydujących się na migracje za granicę stanowią mężczyźni. Jak wynika z ogólnopolskich badań sondażowych zrealizowanych we współpracy z Biurem Rzecznika Praw Dziecka, w przypadku migracji rodzicielskich w postaci wyjazdów trwających powyżej dwóch tygodni, na 100 osób migrujących po 2004 r. udział ojców wynosi 73%. Ogólnopolskie badania sondażowe realizowane we współpracy z Biurem Rzecznika Praw Dziecka, odnoszą się do uczniów w przedziale wiekowym 9–18 lat)
Podobnie sytuacja migracji pod względem płci rodziców przedstawia się, gdy ograniczyć się do wyjazdów trwających powyżej 2 miesięcy. Tutaj także widoczna jest dominacja ojców, wskaźnik procentowy wskazuje 73%.
Widoczny jest również związek migracji rodzicielskich pomiędzy płcią rodzica a długością pobytu za granicą. Ojcowie wyjeżdżają znacznie częściej i na dłużej niż matki. Jak pokazują badania Walczaka, liczba migracji matek jest większa tylko w przypadku pracy sezonowej za granicami państwa (48,1%). W pozostałych przypadkach (powyżej 2 do 6 miesięcy, powyżej 6 do 12 miesięcy, powyżej 12 miesięcy) ojcowie stanowią większość w badanej grupie uczniów między 9 a 18 rokiem życia, deklarujących czas trwania nieobecności jednego z rodziców w ciągu ostatnich trzech lat. Ogólnie prawie 70% respondentów, których matki wyjeżdżały do pracy za granicę w ciągu ostatnich 3 lat stwierdziła, że łączny czas rozłąki nie przekroczył 6 miesięcy. W przypadku wyjazdów długotrwałych znacznie większa część ojców (14,3%) decyduje się na dłuższy pobyt za granicą, kobiety stanowią tu niespełna 9%. Kobiety więc rzadziej decydują się na wyjazd do pracy za granicą, a jeżeli już podejmują decyzję o wyjeździe, to w większości są to krótkie okresy nieobecności w domu, do 2 miesięcy.

## Liczba uczniów w wieku szkolnym z rodzin migracyjnych
Po akcesji Polski do Unii Europejskiej wraz ze zwiększającym się odsetkiem rodziców wyjeżdżających do krajów członkowskich, rośnie przede wszystkim liczba uczniów w klasach między 9 a 18 rokiem życia, obarczonych etykietką eurosieroty. W poszczególnych klasach stopniowo obserwuje się wzrastającą wciąż grupę uczniów, gdzie przynajmniej jedno z rodziców pracuje za granicą. Zjawisko to powodowane jest głównie poprzez panujące na polskim rynku pracy bezrobocie, zaś skala migracji rodzicielskich dotyczy głównie młodych ludzi, co może wynikać z bardzo wysokiego bezrobocia wśród osób, które dopiero wkraczają na rynek pracy.
Szacuje się, że przez ostatnie trzy lata na czasową migrację (bez prac sezonowych) decydowała się matka mniej więcej co dwudziestego i ojciec co dziesiątego ucznia. Generalnie, łączna liczba uczniów rozłączonych z matką na dłużej niż dwa miesiące mieści się w przedziale 132–257 tys., z ojcem – 467–682 tys. Większość migracji mieszczących się w tych przedziałach nie przekracza pół roku. Szacunkowa liczba uczniów rozłączonych z ojcem na dłużej niż jeden rok, wynosi między 94 a 154 tys., z matką – między 12 a 40 tys.
Migracje obojga rodziców to 22% ogółu migracji rodzicielskich. W większości zjawisko to ma charakter przemienny. To znaczy, że najczęściej wyjazdy rodziców są planowane w taki sposób, aby jedno z rodziców było na miejscu i opiekowało się dziećmi. W  przypadku badanej grupy uczniów stwierdzono, że grupa od 3 do 16 tys. uczniów była jednocześnie rozłączona z obydwojgiem rodziców.
W przypadku migracji ojców wiek dziecka nie odgrywa praktycznie żadnej roli. Natomiast czynnikiem determinującym wyjazd matki do pracy pozostaje wiek najmłodszego dziecka, (dzieci do 4 roku życia). Najwięcej migracji obecnie obserwuje się wśród rodziców uczniów pomiędzy 10 a 13 rokiem życia. Natomiast najmniej dotyczy rodziców uczniów w wieku 14 lat i 17-18 lat.

## Psychospołeczne skutki migracji rodzin
Rodzina stanowi podstawową komórkę społeczną, a każde zachowanie jednego z członków rodziny powoduje swoje skutki:
- poprawa sytuacji ekonomicznej
- możliwość rozwoju zawodowego

Negatywne skutki:
- większe ryzyko nadwagi i otyłości[8]

- zaburzenie funkcjonowania rodziny
- brak więzi rodzinnej wspomagającej poprawny rozwój moralno – społeczny dzieci
- zaburzenie harmonii rodzinnej
- wyrwanie z kontekstu kulturowego

## Zachowania dziecka z rodziny migracyjnej
Psychologia największą uwagę zwraca na zachowania dziecka z rodziny migracyjnej. Najczęściej zauważalne są:
- nieustanna tęsknota za rodzicami
- zamknięcie w sobie i odizolowanie
- brak wzorców wychowawczych
- agresja lub lęk
- opuszczanie zajęć bez usprawiedliwienia, nieodrabianie lekcji
- zachowania dewiacyjne, niebezpieczne
- zachowania ryzykowne
- zagubienie
- zażywanie narkotyków, alkoholu, palenie papierosów

## Eurosieroctwo a media
Po przystąpieniu Polski do Unii Europejskiej terminu "eurosierota" zaczęły używa media na dużą skalę. Na cały termin składają się dwa człony: "sieroctwo" oraz "euro". Takie połączenie słów wywołuje wśród ludzi duże zainteresowanie. Pomimo ciągłego nagłaśniania, sprawa "eurosierot" nie doczekała się żadnych szczegółowych badań. W 2008 roku odnotowano około 110 tys. dzieci w wieku szkolnym określanych owym terminem. Według danych Głównego Urzędu Statystycznego po przyłączeniu się Polski do Wspólnoty liczba Polaków wyjeżdżających czasowo do innych krajów UE podwoiła się. Pod koniec 2007 roku ta liczba urosła do aż miliona emigrantów - Polaków w innych krajach. 

## Społeczne skutki migracji
Społeczeństwo również odczuwa skutki problemu migracji. W przypadku emigracji szczególną uwagę przykuwa spadek przyrostu naturalnego oraz tworzenie się mniejszych ilości rodzin (coraz więcej osób żyje samotnie, co ułatwia im możliwość podróżowania w poszukiwaniu pracy). W przypadku masowych wyjazdów ludności skutkiem może być również wielokulturowość i zanikanie kultur tradycyjnych – tworzenie się jednolitej masowej kultury europejskiej. Zdarza się jednak, że napływ migrantów powoduje zwiększanie się granic między poszczególnymi kulturami, co przekłada się na fakt, że migranci wypierają się swojej kultury.

## Formy opieki i pomocy dzieciom
- pomoc finansowa – wysyłanie pieniędzy lub innych rzeczy materialnych dzieciom. Jest to często też wynik wyrzutów sumienia rodziców, że zostawili je w kraju
- powracanie na krótki okres do domu – przerwy w pracy i powroty do Polski
- opłacane opiekunki – zatrudnianie całodobowo lub na zmiany z innymi członkami rodziny, zapewniając w ten sposób pełną opiekę dziecku
- wymiany – kiedy jeden rodzic wyjeżdża, drugi zostaje w domu i na odwrót
- opieka babci, cioci, starszego rodzeństwa, innych krewnych
- znajomi, sąsiedzi, samodzielna opieka
- internaty
- w przypadkach zaniedbania dzieci poprzez migrację – domy dziecka i rodziny zastępcze

### Pomocy ze strony szkoły
Bardzo często dziecko migrantów musi przeprowadzać się do innego opiekuna lub specjalnie wynajętego w tym celu lokum (pokój, mieszkanie, internat). Szkoły i świetlice organizują warsztaty wspomagające rozwój dzieci. Zajmując im wolny czas stwarza się warunki do prawidłowego rozwoju oraz uczy samodzielności. Równocześnie uświadamia się je, że nie zostały same i zawsze mogą liczyć na wsparcie ze strony pedagogów. Podczas badań dzieci do lat 10 wyznały, że wychowawca klasy jest dla nich dużym wsparciem. Im starsze dziecko tym mniejszej pomocy oczekuje od wychowawcy czy pedagoga, jednak mimo to nauczyciel stanowi ostoję i bezpieczeństwo dla ucznia.